# Ясенец мохнатоплодный
Ясенец мохнатоплодный (лат. Dictamnus dasycarpus) — вид многолетних травянистых растений рода Ясенец (Dictamnus) семейства Рутовые (Rutaceae). По современным представлениям синоним вида Ясенец белый (Dictamnus albus).

## Ботаническое описание
Стебель рассеянно опушённый, часто голый, высотой 35—80 см.
Листья непарно-перистые. Листочки в числе 3—6 пар, обычно крупные, продолговатые или чаще удлинённо-эллиптические, на верхушке длинно оттянутые, острые, неравномерно дваждыпильчатые; конечный — на крылатом черешке, при основании более менее закруглённый.
Соцветие кистевидное, реже метельчато-кистевидное. Прицветники линейно-ланцетные или ланцетные, острые. Чашелистики ланцетные, острые, длиной 5—6 мм; лепестки сиреневые, длиной 2—2,5 мм, продолговатые, реже ланцетные, острые.

## Распространение и экология
Ареал вида охватывает Монголию, Корею и Китай. На территории России встречается в Приморье, Читинской и Амурской областях.
Произрастает в светлых лесах, среди кустарников и на открытых каменистых склонах.

## Значение и применение
Пчёлы собирают нектар и пыльцу. Продуктивность мёда условно чистыми насаждениями 6—10 кг/га.

## Таксономическое положение
Вид Ясенец мохнатоплодный входит в род Ясенец (Dictamnus) семейства Рутовые (Rutaceae) порядка Сапиндоцветные (Sapindales).
|  |                                      |  |                                                             |                                                             |                   |  | ещё 8 семейств (согласно Системе APG II) | ещё 8 семейств (согласно Системе APG II) |                           |  |  |  | ещё 2 вида |
|  |                                      |  |                                                             |                                                             |                   |  | ещё 8 семейств (согласно Системе APG II) | ещё 8 семейств (согласно Системе APG II) |                           |  |  |  | ещё 2 вида |
|  |                                      |  |                                                             | порядок Сапиндоцветные                                      |                   |  |                                          |                                          | род Ясенец                |  |  |  |            |
|  |                                      |  |                                                             | порядок Сапиндоцветные                                      |                   |  |                                          |                                          | род Ясенец                |  |  |  |            |
|  | отдел Цветковые, или Покрытосеменные |  |                                                             |                                                             | семейство Рутовые |  |                                          |                                          | вид Ясенец мохнатоплодный |  |  |  |            |
|  | отдел Цветковые, или Покрытосеменные |  |                                                             |                                                             | семейство Рутовые |  |                                          |                                          |                           |  |  |  |            |
|  |                                      |  | ещё 44 порядка цветковых растений (согласно Системе APG II) | ещё 44 порядка цветковых растений (согласно Системе APG II) |                   |  |                                          | ещё около 160 родов                      | ещё около 160 родов       |  |  |  |            |
|  |                                      |  |                                                             | ещё 44 порядка цветковых растений (согласно Системе APG II) |                   |  |                                          |                                          | ещё около 160 родов       |  |  |  |            |